# Neopodoctis
Neopodoctis is een geslacht van hooiwagens uit de familie Podoctidae.
De wetenschappelijke naam Neopodoctis is voor het eerst geldig gepubliceerd door Roewer in 1912. 

## Soorten
Neopodoctis omvat de volgende 2 soorten:
- Neopodoctis ceylonensis
- Neopodoctis taprobanicus